# Rhaphidophora falcata
Rhaphidophora falcata là một loài thực vật có hoa trong họ Ráy (Araceae). Loài này được Ridl. miêu tả khoa học đầu tiên năm 1905.